# Thomas Dietsch
Thomas Dietsch (ur. 8 sierpnia 1974 w Croix) – francuski kolarz górski, dwukrotny medalista mistrzostw świata i trzykrotny medalista mistrzostw Europy w maratonie oraz zdobywca Pucharu Świata w maratonie.

## Kariera
Pierwszy sukces w karierze Thomas Dietsch osiągnął w 2002 roku, kiedy został wicemistrzem Europy w maratonie MTB. W dwóch kolejnych latach zdobywał złote medale, zdobywając ponadto srebrny medal na mistrzostwach świata w Bad Goisern. W zawodach tych wyprzedził go jedynie Włoch Massimo De Bertolis, a trzecie miejsce zajął Holender Bart Brentjens. Na rozgrywanych trzy lata później mistrzostwach świata w Verviers Francuz zajął trzecie miejsce za Szwajcarem Christophem Sauserem i Belgiem Roelem Paulisseneem. Ponadto w sezonie 2007 zwyciężył w klasyfikacji generalnej Pucharu Świata w maratonie, a w sezonach 2006 i 2008 zajmował drugie miejsce (wygrał Héctor Páez z Kolimbii). Dietsch nigdy nie brał udziału w igrzyskach olimpijskich.